# Frank Blumetti
Frank Blumetti (Buenos Aires, 5 de enero de 1965) es un periodista argentino especializado en gastronomía, artes (música) y cultura popular. Es asimismo traductor (del inglés, francés, portugués e italiano al castellano) y corrector de textos. Publicó colaboraciones en la revista del diario La Nación, en el suplemento "Turismo" del diario Página/12, en las revistas Planeta Joy, Bacanal y Glam Out y participó en los programas de radio El Alargue  y La Caja Negra. Es conocido también por ser uno de los fundadores de la revista argentina Riff Raff (1985) —dedicada al heavy metal, una de las publicaciones más influyentes en el país en los años 80— y por haberse desempeñado como secretario de redacción en la revista Madhouse desde 1989 hasta 2001.

## Inicios
Fue codirector del primer fanzine de habla hispana dedicado a Kiss (1973), que circulaba por las calles de Buenos Aires a comienzos de la década del ochenta (1982-1983) bajo el nombre de Kissmanía:

«Fui miembro del Kiss Army Argentina hacia 1982, club del cual luego nos abrimos junto a algunos amigos para crear el Kiss Club Argentino. Allí editábamos la revista Kissmanía junto a Marcelo Cofán y Sebastián Mónaco. Fue la primera revista que dirigí en mi vida. Modestamente y a pesar de sus defectos, estaba bastante buena.

Kissmanía era en blanco y negro y tenía toda la información que lográbamos conseguir a duras penas. No había Internet en 1982-1983, al menos a nivel público, recordemos. Se vendía en un puesto de Cerrito y Corrientes que se especializaba en revistas under y mientras la sacamos, siempre tuvo récords de ventas. Incluso inspiró a los chicos de Kiss Fever a editar su revista propia, que luego mantuvo la tradición a través de los 80 y 90.»

Después de Kissmanía, trabajó como cadete en la revista El Porteño y luego comenzó a desempeñarse en el periodismo profesional en la primera época de la revista Cerdos & Peces (1984), gracias a Enrique Symns, quien le ofreció hacer una sección dedicada al heavy metal. Posteriormente pasó, siempre como colaborador, a las revistas Twist & Gritos, Shock!, Kiss Fever y Rocker. Jorge Zamorano, director de estas dos últimas, le ofreció hacer una revista sobre heavy metal junto a otro colaborador, Daniel Ladich, y así fundaron Riff Raff (1985), una de las revistas argentinas dedicadas al género más importantes de los años 80.
Tras Riff Raff, tuvo una fugaz vuelta a Cerdos & Peces hasta que en 1989 se formó la revista Madhouse, de la que fue secretario de redacción entre ese año y 2001, en lo que fue una larga y fructífera etapa. Posteriormente, ese mismo año asumió el puesto de secretario de redacción en la revista El Conocedor (donde ya venía colaborando desde 1998), dedicada a los vinos y la gastronomía.

## Heavy Metal Argentino, documentales y otros libros
En 1993, y a pedido del editor Gustavo Díaz, escribió junto a Carlos Parise (redactor de la revista Madhouse) el libro Heavy Metal Argentino, considerado actualmente una pieza clave de referencia para conocer la historia del género musical en Argentina.
Su opínión está presente en diversos documentales de bandas roqueras argentinas. A mediados de la década del 90 aparece dando su testimonio junto a otros periodistas, músicos y afines en La Historia De Riff, documental que fue editado en DVD. Posteriormente, en 2010 fue entrevistado para formar parte del documental Sucio y Desprolijo, proyecto audiovisual independiente que recorre la historia del heavy metal argentino, además de buscar su difusión y reivindicación.
También fue entrevistado para el documental La H, acerca de la banda argentina de heavy metal Hermética.
En 2023 tradujo al castellano la biografía de Richie Ramone (uno de los cuatro bateristas de los Ramones), titulada I Know Better Now y editada en Argentina por Pinhead Press (bajo licencia de The Rowman & Littefield Publishing Group). 

## RevistaRSVP
Tras dos años como secretario de redacción en El Conocedor, en 2003 dejó el puesto y empezó a editar una revista propia llamada RSVP -Restaurantes, Sabores, Vinos, Placeres- junto a Mercedes Parise (su actual esposa) y Yu Sheng Liao, hasta su cierre en el año 2011. Desde entonces se desempeña como colaborador free-lance en distintos medios tales como la web Vinómanos.com, el programa radial El Alargue (enlace roto disponible en Internet Archive; véase el historial, la primera versión y la última). (Radio La Red) y en diversas agencias de publicidad.

## Madhouse Online
En 2015, y junto a un renovado grupo de colaboradores, Blumetti abrió el sitio web www.madhouse.com.ar, versión en Internet de la revista Madhouse, con noticias, reportajes e informes tanto de música (principalmente rock, aunque cubre todos los estilos) como de cultura pop y urbana, siguiendo la línea que caracterizara a esta publicación en los años 90. Tras obtener un alentador éxito inicial, diversos problemas de organización interna llevaron a su cierre en mayo de 2018. El 1 de julio de 2020 el sitio web se reinauguró y funciona con normalidad desde entonces, como asimismo las fan pages Madhouse - Revista en Facebook () y las cuentas respectivas en Instagram y Twitter.